# Белоснежка (мультфильм, 1933)
«Белоснежка» (англ. Snow-White или «Betty Boop in Snow-White») — мультфильм из серии «Бетти Буп», снятый в 1933 году. Дэйв Флейшер числится как режиссёр мультфильма, однако вся анимация была выполнена Роландом Крэнделлом. Крэнделл получил возможность работать над «Белоснежкой» в качестве награды за верность студии, а получившийся фильм считается его шедевром и важным этапом в истории золотого века американской анимации. Работа над мультфильмом заняла у аниматора шесть месяцев.

## Сюжет
Волшебное зеркало с лицом, напоминающим Кэба Кэллоуэя, называет Бетти Буп «самой прекрасной на земле», чем безумно злит злую королеву. Королева приказывает стражникам Бимбо и Коко отрубить Бетти голову. Со слезами на глазах они привязывают девушку к дереву и готовятся её казнить, но им становится её жалко, и они закапывают плаху и топоры в землю (при этом сами падают в яму). Бетти Буп удаётся сбежать, но она попадает в замёрзшую реку и оказывается в ледяном гробу, который скатывается по склону холма в домик семерых гномов. Те решают отнести замёрзшую Бетти в волшебную пещеру. Тем временем, Коко и Бимбо случайно попадают в ту же самую пещеру (с королевой, превратившейся в ведьму). Королева превращает Коко в гротескное существо, пока он поёт «St. James Infirmary Blues», после чего замораживает и его, и Бимбо. Решив, что все помехи устранены, злодейка вновь спрашивает у зеркала, кто на свете всех милее, но зеркало выпускает волшебный дымок, вернувший троицу в нормальное состояние и превративший королеву в страшное чудовище. Разгневанный монстр гонится за героями, пока Бимбо не хватает его за язык и выворачивает наизнанку. Чудовище убегает, а Бетти, Коко и Бимбо становятся в круг и пляшут. На этом и кончается фильм.